# Dyskografia Doi Cat
W zestawieniu dyskografii amerykańskiej raperki Doi Cat przedstawiona została lista albumów studyjnych, minialbumów, singli, występów gościnnych i teledysków.

## Albumy

### Albumy studyjne
| Rok  | Album | Najwyższe pozycje na listach | Najwyższe pozycje na listach | Najwyższe pozycje na listach | Najwyższe pozycje na listach | Najwyższe pozycje na listach | Najwyższe pozycje na listach | Najwyższe pozycje na listach | Najwyższe pozycje na listach | Najwyższe pozycje na listach | Najwyższe pozycje na listach | Najwyższe pozycje na listach | Najwyższe pozycje na listach | Certyfikaty |
| Rok  | Album | USA                          | USA R&B/HH                   | USA R&B                      | AUS                          | CAN                          | DEN                          | FRA                          | IRE                          | NZ                           | SWE                          | UK                           | NO                           | Certyfikaty |
| ---- | --- | ---------------------------- | ---------------------------- | ---------------------------- | ---------------------------- | ---------------------------- | ---------------------------- | ---------------------------- | ---------------------------- | ---------------------------- | ---------------------------- | ---------------------------- | ---------------------------- | --- |
| 2018 | Amala - Wydany: 30 marca 2018 - Wytwórnia: Kemosabe - Format: digital download, streaming                 | 138                          | –                            | 16                           | –                            | –                            | –                            | –                            | –                            | –                            | –                            | –                            | –                            | - BRA: platynowa płyta - UK: srebrna płyta - USA: złota płyta - POL: złota płyta                                                                                            |
| 2019 | Hot Pink - Wydany: 7 listopada 2019 - Wytwórnia: Kemosabe, RCA - Format: LP, digital download, streaming  | 9                            | 8                            | 2                            | 19                           | 12                           | 13                           | 51                           | 31                           | 20                           | 20                           | 38                           | 8                            | - AUS: platynowa płyta - BRA: diamentowa płyta - FRA: złota płyta - UK: złota płyta - USA: 2x platynowa płyta - POL: 2x platynowa płyta                                     |
| 2021 | Planet Her - Wydany: 25 czerwca 2021 - Wytwórnia: Kemosabe, RCA - Format: CD, digital download, streaming | 2                            | 1                            | 1                            | 2                            | 2                            | 3                            | 13                           | 3                            | 1                            | 2                            | 3                            | 2                            | - AUS: 2x platynowa płyta - BRA: diamentowa płyta - CAN 2x platynowa płyta - FRA: platynowa płyta - UK: platynowa płyta - USA: 2x platynowa płyta - POL: 2x platynowa płyta |
| 2023 | Scarlet - Wydany: 22 września 2023 - Wytwórnia: Kemosabe, RCA - Format: CD, digital download, streaming   |                              |                              |                              |                              |                              |                              |                              |                              |                              |                              |                              |                              | - BRA: złota płyta - CAN: platynowa płyta - POL: platynowa płyta |

### Reedycje
| Rok  | Album | Certyfikaty        |
| ---- | --- | ------------------ |
| 2024 | Scarlet 2 Claude - Wydany: 5 kwietnia 2024 - Wytwórnia: Kemosabe, RCA - Format: LP, digital download, streaming | - NZL: złota płyta |

## Minialbumy
| Rok  | Album                                                                                 |
| ---- | ------------------------------------------------------------------------------------- |
| 2014 | Purrr! - Wydany: 5 sierpnia 2014 - Wytwórnia: Kemosabe - Format: CD, digital download |

## Single

### Jako główna artystka
| Rok                                                      | Tytuł                                             | Najwyższe pozycje na listach | Najwyższe pozycje na listach | Najwyższe pozycje na listach | Najwyższe pozycje na listach | Najwyższe pozycje na listach | Najwyższe pozycje na listach | Najwyższe pozycje na listach | Najwyższe pozycje na listach | Najwyższe pozycje na listach | Certyfikaty | Album                                      |
| Rok                                                      | Tytuł                                             | USA                          | AUS                          | BEL (FL)                     | CAN                          | IRE                          | NZ                           | SWE                          | UK                           | POL                          | Certyfikaty | Album                                      |
| -------------------------------------------------------- | ------------------------------------------------- | ---------------------------- | ---------------------------- | ---------------------------- | ---------------------------- | ---------------------------- | ---------------------------- | ---------------------------- | ---------------------------- | ---------------------------- | --- | ------------------------------------------ |
| 2014                                                     | „So High”                                         | –                            | –                            | –                            | –                            | –                            | –                            | –                            | –                            | –                            | | Purrr!                                     |
| 2018                                                     | „Go to Town”                                      | –                            | –                            | –                            | –                            | –                            | –                            | –                            | –                            | –                            | | Amala                                      |
| 2018                                                     | „Candy”                                           | 86                           | 92                           | –                            | 55                           | 81                           | –                            | –                            | –                            | –                            | - POL: platynowa płyta | Amala                                      |
| 2018                                                     | „Mooo!”                                           | –                            | –                            | –                            | –                            | –                            | –                            | –                            | –                            | –                            | | Amala                                      |
| 2019                                                     | „Tia Tamera” (gośc. Rico Nasty)                   | –                            | –                            | –                            | –                            | –                            | –                            | –                            | –                            | –                            | - POL: złota płyta | Amala                                      |
| 2019                                                     | „Juicy” (solo lub z Tyga)                         | 41                           | 68                           | –                            | 57                           | –                            | 31                           | –                            | 80                           | –                            | - USA: platynowa płyta - UK: srebrna płyta - POL: złota płyta                                                                             | Amala                                      |
| 2019                                                     | „Bottom Bitch”                                    | –                            | –                            | –                            | –                            | –                            | –                            | –                            | –                            | –                            | | Hot Pink                                   |
| 2019                                                     | „Rules”                                           | –                            | –                            | –                            | –                            | –                            | –                            | –                            | –                            | –                            | - POL: złota płyta | Hot Pink                                   |
| 2019                                                     | „Cyber Sex”                                       | –                            | –                            | –                            | –                            | 92                           | –                            | –                            | –                            | –                            | | Hot Pink                                   |
| 2020                                                     | „Boss Bitch”                                      | 100                          | 17                           | –                            | 27                           | 8                            | 27                           | –                            | 24                           | –                            | - USA: złota płyta - UK: srebrna płyta - POL: 2x platynowa płyta                                                                          | Birds of Prey: The Album                   |
| 2020                                                     | „Say So” (solo lub gośc. Nicki Minaj)             | 1                            | 4                            | 5                            | 3                            | 4                            | 3                            | 31                           | 2                            | 32                           | - USA: platynowa płyta - AUS: 2× platynowa płyta - BEL: złota płyta - NZ: platynowa płyta - UK: platynowa płyta - POL: 3x platynowa płyta | Hot Pink                                   |
| 2020                                                     | „Streets”                                         | 16                           | 12                           | 51                           | 8                            | 9                            | 10                           | 71                           | 12                           | –                            | - POL: 2x platynowa płyta | Hot Pink                                   |
| 2020                                                     | „Like That” (gośc. Gucci Mane)                    | 51                           | –                            | –                            | 29                           | 50                           | –                            | –                            | 62                           | –                            | - AUS: złota płyta - POL: złota płyta | Hot Pink                                   |
| 2021                                                     | „Kiss Me More” (gośc. SZA)                        | 3                            | 2                            | 21                           | 5                            | 2                            | 1                            | 17                           | 3                            | –                            | - POL: 2x platynowa płyta | Planet Her                                 |
| 2021                                                     | „You Right” (oraz The Weeknd)                     | 11                           | 11                           | –                            | 10                           | 11                           | 6                            | 53                           | 9                            | –                            | - POL: platynowa płyta | Planet Her                                 |
| 2021                                                     | „Need to Know”                                    | 8                            | 9                            | –                            | 16                           | 8                            | 5                            | 44                           | 11                           | –                            | - POL: platynowa płyta | Planet Her                                 |
| 2021                                                     | „Woman”                                           | 7                            | 16                           | 30                           | 12                           | 11                           | 9                            | 44                           | 13                           | –                            | - POL: 2x platynowa płyta | Planet Her                                 |
| 2021                                                     | „Handstand” (oraz French Montana; gośc. Saweetie) | –                            | –                            | –                            | –                            | –                            | –                            | –                            | –                            | –                            | | They Got Amnesia                           |
| 2022                                                     | „Freaky Deaky” (oraz Tyga)                        | 43                           | 29                           | –                            | 44                           | 71                           | 16                           | –                            | 35                           | –                            | |                                            |
| 2022                                                     | „Get Into It (Yuh)”                               | 20                           | 30                           | –                            | 39                           | 34                           | 18                           | –                            | 41                           | –                            | - POL: złota płyta | Planet Her                                 |
| 2022                                                     | „Vegas”                                           |                              |                              |                              |                              |                              |                              |                              |                              |                              | - POL: złota płyta | Elvis (Original Motion Picture Soundtrack) |
| 2023                                                     | „Paint the Town Red”                              |                              |                              |                              |                              |                              |                              |                              |                              |                              | - POL: 2x platynowa płyta | Scarlet                                    |
| 2023                                                     | „Agora Hills”                                     |                              |                              |                              |                              |                              |                              |                              |                              |                              | - POL: złota płyta | Scarlet                                    |
| „–” oznacza, że singel nie był notowany na danej liście. |                                                   |                              |                              |                              |                              |                              |                              |                              |                              |                              | |                                            |

### Jako artystka gościnna
| Rok                                                      | Tytuł                                                                  | Najwyższe pozycje na listach | Album                  |
| Rok                                                      | Tytuł                                                                  | NZ                           | Album                  |
| -------------------------------------------------------- | ---------------------------------------------------------------------- | ---------------------------- | ---------------------- |
| 2014                                                     | „Purple Light” (Elliphant; gośc. Doja Cat)                             |                              | One More               |
| 2015                                                     | „The Wave” (Pregnant Boy, Left Brain; gośc. Doja Cat)                  |                              | 1st Trimester          |
| 2017                                                     | „Right Side” (L8LOOMER; gośc. Doja Cat)                                | –                            | Soulm8s                |
| 2018                                                     | „20 Below” (Sam Spiegel; gośc. Anderson .Paak, Doja Cat)               | –                            | Singel niealbumowy     |
| 2019                                                     | „Make That Cake” (LunchMoney Lewis; gośc. Doja Cat)                    | –                            | Singel niealbumowy     |
| 2020                                                     | „Perfect” (Remix) (Cousin Stizz; gośc. Doja Cat, Bia)                  | –                            | Singel niealbumowy     |
| 2020                                                     | „In Your Eyes” (Remix) (The Weeknd; gośc. Doja Cat)                    | 34                           | Singel niealbumowy     |
| 2020                                                     | „Pussy Talk”                                                           | –                            | City on Lock           |
| 2020                                                     | „To Be Young” (Anne-Marie; gośc. Doja Cat)                             | –                            | Singel niealbumowy     |
| 2020                                                     | „Shimmy” (Lil Wayne; gośc. Doja Cat)                                   | –                            | Funeral (deluxe)       |
| 2020                                                     | „Baby I’m Jealous” (Bebe Rexha; gośc. Doja Cat)                        | –                            | Better Mistakes        |
| 2020                                                     | „Do It” (Remix) (Chloe x Halle; gośc. Doja Cat, City Girls, Latto)     | –                            | Singel niealbumowy     |
| 2021                                                     | „Best Friend” (Saweetie; gośc. Doja Cat)                               | 39                           | Pretty Bitch Music     |
| 2021                                                     | „34 + 35” (Remix) (Ariana Grande; gośc. Doja Cat, Megan Thee Stallion) | –                            | Positions (deluxe)     |
| 2021                                                     | „Dick” (StarBoi3; gośc. Doja Cat)                                      | –                            | Singel niealbumowy     |
| 2022                                                     | „I Like You (A Happier Song)” (Post Malone; gośc. Doja Cat)            | 6                            | Twelve Carat Toothache |
| 2023                                                     | „Kill Bill” Remix (SZA; gośc. Doja Cat)                                | –                            | Singel niealbumowy     |
| „–” oznacza, że singel nie był notowany na danej liście. |                                                                        |                              |                        |

## Single promocyjne
| Rok  | Tytuł                          | Album                         |
| ---- | ------------------------------ | ----------------------------- |
| 2014 | „No Police”                    | Purrr!                        |
| 2018 | „Roll With Us”                 | Amala                         |
| 2020 | „Freak”                        | Promocyjny singel niealbumowy |
| 2021 | „You’re the One That I Want”   | Promocyjny singel niealbumowy |
| 2022 | „Celebrity Skin”               | Promocyjny singel niealbumowy |
| 2023 | „I Don’t Do Drugs” (Y2K Remix) | Promocyjny singel niealbumowy |
| 2023 | „Attention”                    | Scarlet                       |

## Teledyski
| Rok                    | Tytuł                                                              | Reżyser                    |
| Jako główna artystka   | Jako główna artystka                                               | Jako główna artystka       |
| ---------------------- | ------------------------------------------------------------------ | -------------------------- |
| 2014                   | „So High”                                                          | Jesse Salto, Amala Dlamini |
| 2018                   | „Go to Town”                                                       | Jabari Jacobs              |
| 2018                   | „Mooo!”                                                            | Amala Dlamini              |
| 2019                   | „Tia Tamera” (gośc. Rico Nasty)                                    | Roxana Baldovin            |
| 2019                   | „Juicy” (gośc. Tyga)                                               | Jack Begert                |
| 2019                   | „Bottom Bitch”                                                     | Jack Begert                |
| 2019                   | „Rules”                                                            | Christian Sutton           |
| 2019                   | „Cyber Sex”                                                        | Jack Begert                |
| 2020                   | „Boss Bitch”                                                       | Jack Begert                |
| 2020                   | „Say So”                                                           | Hannah Lux Davis           |
| 2020                   | „Like That” (gośc. Gucci Mane)                                     | Daniel Iglesias Jr.        |
| 2020                   | „Del Mar” (oraz Ozuna, Sia)                                        | Nuno Gomes                 |
| 2021                   | „Streets”                                                          | Christian Breslauer        |
| 2021                   | „Kiss Me More” (gośc. SZA)                                         | Warren Fu                  |
| 2021                   | „Need to Know”                                                     | Miles & AJ                 |
| 2021                   | „You Right” (oraz the Weeknd)                                      | Quentin Deronizer          |
| 2021                   | „Woman”                                                            | child.                     |
| 2021                   | „Handstand” (oraz French Montana; gośc. Saweetie)                  | Edgar Esteves, Jon Primo   |
| 2022                   | „Get Into It (Yuh)”                                                | Mike Diva                  |
| 2022                   | „Freaky Deaky” (oraz Tyga)                                         | Christian Breslauer        |
| 2022                   | „Vegas”                                                            | child.                     |
| 2023                   | „Attention”                                                        | Tanu Muino                 |
| Jako artystka gościnna |                                                                    |                            |
| 2018                   | „The Wave” (Pregnant Boy, Left Brain; gośc. Doja Cat)              |                            |
| 2019                   | „Make That Cake” (LunchMoney Lewis; gośc. Doja Cat)                | Chris Moreno               |
| 2020                   | „Pussy Talk” (City Girls; gośc. Doja Cat)                          | Daps                       |
| 2020                   | „To Be Young” (Anne-Marie; gośc. Doja Cat)                         | Hannah Lux Davis           |
| 2020                   | „Baby, I’m Jealous” (Bebe Rexha; gośc. Doja Cat)                   | Hannah Lux Davis           |
| 2021                   | „34+35 Remix” (Ariana Grande; gośc. Doja Cat, Megan Thee Stallion) | Stefan Kohli               |
| 2021                   | „Best Friend” (Saweetie; gośc. Doja Cat)                           | Dave Meyers                |
| 2022                   | „I Like You (A Happier Song)” (Post Malone; gośc. Doja Cat)        | child.                     |